# Птак, Иржи
Иржи Птак (чеш. Jiří Pták; род. 24 марта 1946[…], Дечин) — чехословацкий спортсмен, гребной рулевой, выступавший за сборную Чехословакии по академической гребле в 1968—1992 годах. Серебряный и бронзовый призёр чемпионатов мира, победитель и призёр первенств национального уровня, участник шести летних Олимпийских игр.

## Биография
Иржи Птак родился 24 марта 1946 года в городе Дечин, Чехословакия.
Занимался академической греблей в Праге в столичном гребном клубе «Дукла», где также работал тренером.
Впервые заявил о себе на международном уровне в сезоне 1968 года, когда в качестве рулевого вошёл в состав чехословацкой национальной сборной и благодаря череде удачных выступлений удостоился права защищать честь страны на летних Олимпийских играх в Мехико. В составе экипажа-восьмёрки благополучно преодолел предварительный квалификационный этап и в решающем финальном заезде финишировал пятым.
В 1972 году стартовал в восьмёрках на Олимпийских играх в Мюнхене — на сей раз отобрался в утешительный финал В и занял итоговое десятое место.
В 1973 году в той же дисциплине выиграл серебряную медаль на чемпионате Европы в Москве.
На чемпионате мира 1975 года в Ноттингеме был четвёртым в восьмёрках.
В 1976 году отметился выступлением на Олимпийских играх в Монреале, где среди восьмёрок показал шестой результат.
В 1977 году выступил на чемпионате мира в Амстердаме, откуда привёз награду бронзового достоинства, выигранную в зачёте распашных рулевых двоек.
В 1978 году в двойках стал серебряным призёром на чемпионате мира в Карапиро.
На чемпионате мира 1979 года в Бледе показал седьмой результат в восьмёрках.
Находясь в числе лидеров гребной сборной, представлял Чехословакию на Олимпийских играх 1980 года в Москве — здесь в восьмёрках был наиболее близок к призовым позициям, до третьего места ему не хватило всего 1,09 секунды.
В 1981 году был четвёртым в распашных рулевых четвёрках на чемпионате мира в Мюнхене.
В 1982 году в четвёрках завоевал серебряную медаль на чемпионате мира в Люцерне.
В 1983 году в той же дисциплине финишировал пятым на чемпионате мира в Дуйсбурге.
Рассматривался в качестве кандидата на участие в Олимпийских играх 1984 года в Лос-Анджелесе, но Чехословакия вместе с несколькими другими странами восточного блока бойкотировала эти соревнования по политическим причинам.
В 1985 году Птак занял четвёртое место в четвёрках на чемпионате мира в Хазевинкеле.
В 1986 году в четвёрках стал пятым на чемпионате мира в Ноттингеме.
В 1987 году на чемпионате мира в Копенгагене показал восьмой результат в двойках.
На Олимпийских играх 1988 года в Сеуле вместе с гребцами Яном Кабргелом и Миланом Шкопеком в программе распашных рулевых двоек стал седьмым.
После сеульской Олимпиады Птак ещё в течение одного олимпийского цикла оставался действующим рулевым и продолжал принимать участие в крупнейших международных регатах. Так, 1989 году он добавил в послужной список серебряную награду, полученную в четвёрках на чемпионате мира в Бледе.
В 1990 году отметился выступлением на чемпионате мира в Тасмании, где в четвёрках занял восьмое место.
В 1991 году стартовал на чемпионате мира в Вене, разместился в итоговом протоколе четвёрок на 12-й позиции.
Участвовал в Олимпийских играх 1992 года в Барселоне, где занял 12-е место в восьмёрках. Таким образом Иржи Птак стал первым в истории представителем академической гребли — участником шести Олимпиад.